# Беспаловський
Беспа́ловський (рос. Беспаловский) — селище у складі Зміїногорського району Алтайського краю, Росія. Адміністративний центр Черепановської сільської ради.

## Населення
Населення — 697 осіб (2010; 857 у 2002).
Національний склад (станом на 2002 рік):
- росіяни — 94 %